# Острів Скраб (Ангілья)

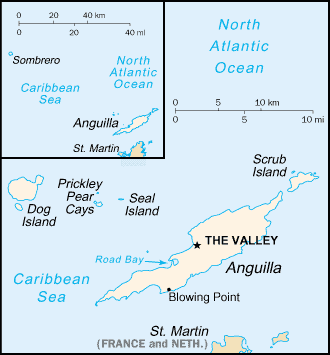
Карта Ангільї; Острів Скраб розташований біля північно-східного краю головного острова

Острів Скраб - острів біля східного узбережжя острова Ангілья, Британської заморської території в Карибському морі . До нього легко дістатися на човні. У приватній власності  досі існують залишки покинутого аеродрому. На острові є кілька покинутих будинків, в основному через пошкодження від ураганів. Немає електрики та водопроводу.

## Фауна
Острів був визначений BirdLife International як важливий орнітологічна територія, головним чином через гніздування морських птахів . Це Ацтекські чайки, а також крячки королівські, рожеві та малі крячки. Постійні наземні птахи включають Еленії карибські та пересмішники жовтодзьобі. П'ять видів рептилій на острові включають Pholidoscelis plei, Anolis gingivinus, Sphaerodactylus parvus, Sphaerodactylus sputator та Alsophis rijgersmaei , що знаходиться під загрозою вимирання . Були зафіксовані зелені та шкірясті черепахи . Присутні дикі кози та щури .  Китів зазвичай можна побачити на захід від острову, уздовж південного узбережжя.